# Joachim Andreas von Maltzan
Joachim Andreas Graf von Maltzan, Freiherr zu Wartenberg (* 13. Januar 1707 in Hünern, Herzogtum Ohlau; † 6. Dezember 1786 in Militsch) war ein preußischer Gesandter und Kabinettsminister.

## Leben

### Herkunft und Familie
Joachim Andreas von Maltzan (Nr. 501 der Geschlechtszählung) war Angehöriger des weitverzweigten Adelsgeschlechts Maltza(h)n und wird dessen Zweig Militsch zugerechnet. Seine Eltern waren Nicolaus Andreas Graf Maltzan, Freiherr zu Wartenberg und Penzlin (1670–1718) und Eva Maria Theresia, geborene Gräfin von Althann (1676–1766). Er vermählte sich 1731 in Hannover mit Friederike Luise, geborene Gräfin von Platen-Hallermund (1713–1798). Aus der Ehe gingen drei Töchter und zwei Söhne hervor, darunter:
- Joachim Carl von Maltzan (#504; 1733–1813), preußischer Minister und Gesandter, ⚭ 1761 Ernestine, geb. Freiin von Mudrach (1746–1795)

### Werdegang
Maltzahn besuchte von 1723 bis 1726 die Ritterakademie in Liegnitz. Hiernach trat er in das kaiserliche Heer ein und war 21-jährig Kornett im Regiment „Württemberg“. 1728 wurde er Universalerbe seines Onkels Joachim Wilhelm von Maltzan und auf diesem Wege 1730 Standesherr zu Militsch.
Seit November 1741 führte er das Prädikat eines Wirklichen Geheimen Rats und Kabinettsministers, war weiterhin Ritter des Schwarzen Adlerordens und des württembergischen Hubertusordens.
Im Jahre 1752 war er kurzzeitig Gesandter in Polen und wurde 1779 Ober-Erbkämmerer im Herzogtum Schlesien.